# Trachelospermum jasminoides
Trachelospermum jasminoides, auch Falscher Jasmin oder Chinesischer Sternjasmin genannt, ist eine Pflanzenart aus der Gattung Sternjasmin (Trachelospermum) in der Familie der Hundsgiftgewächse (Apocynaceae).

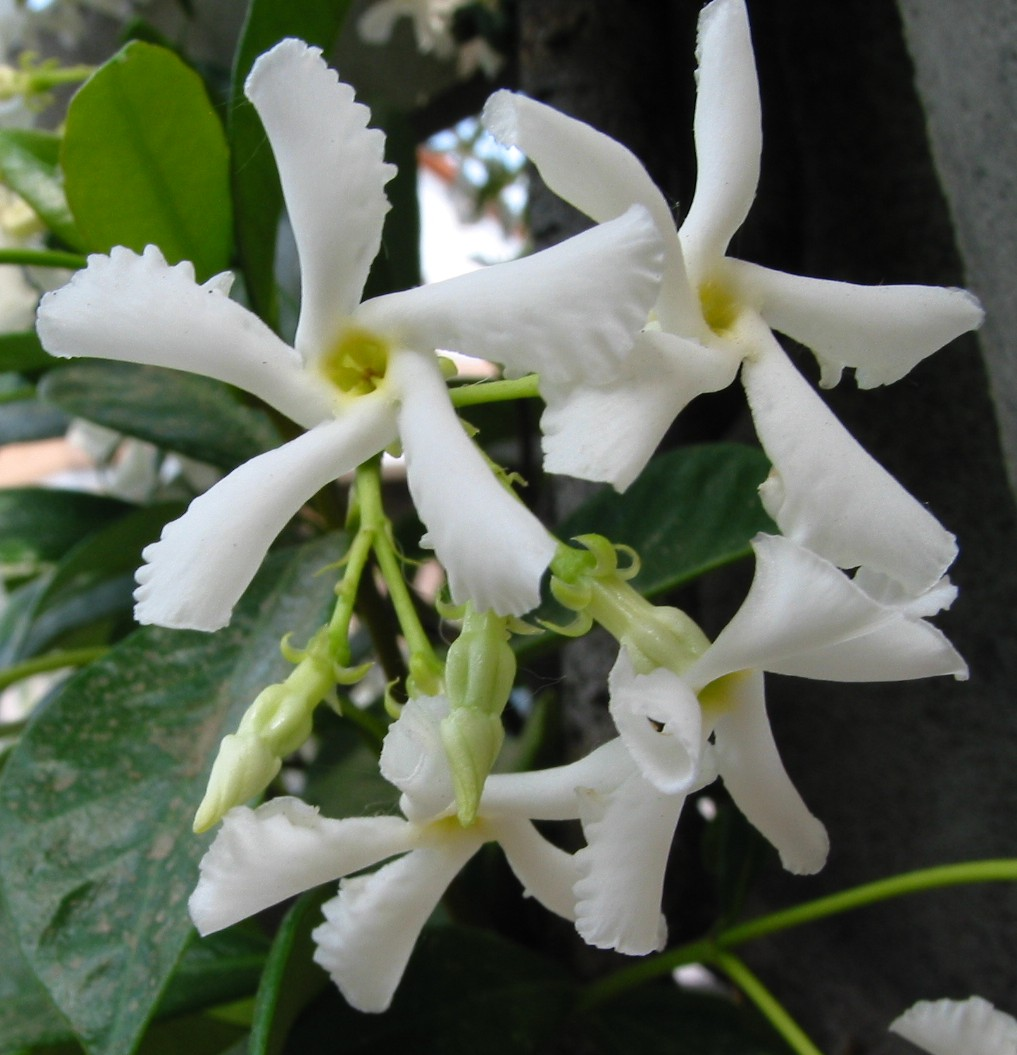
Blüten

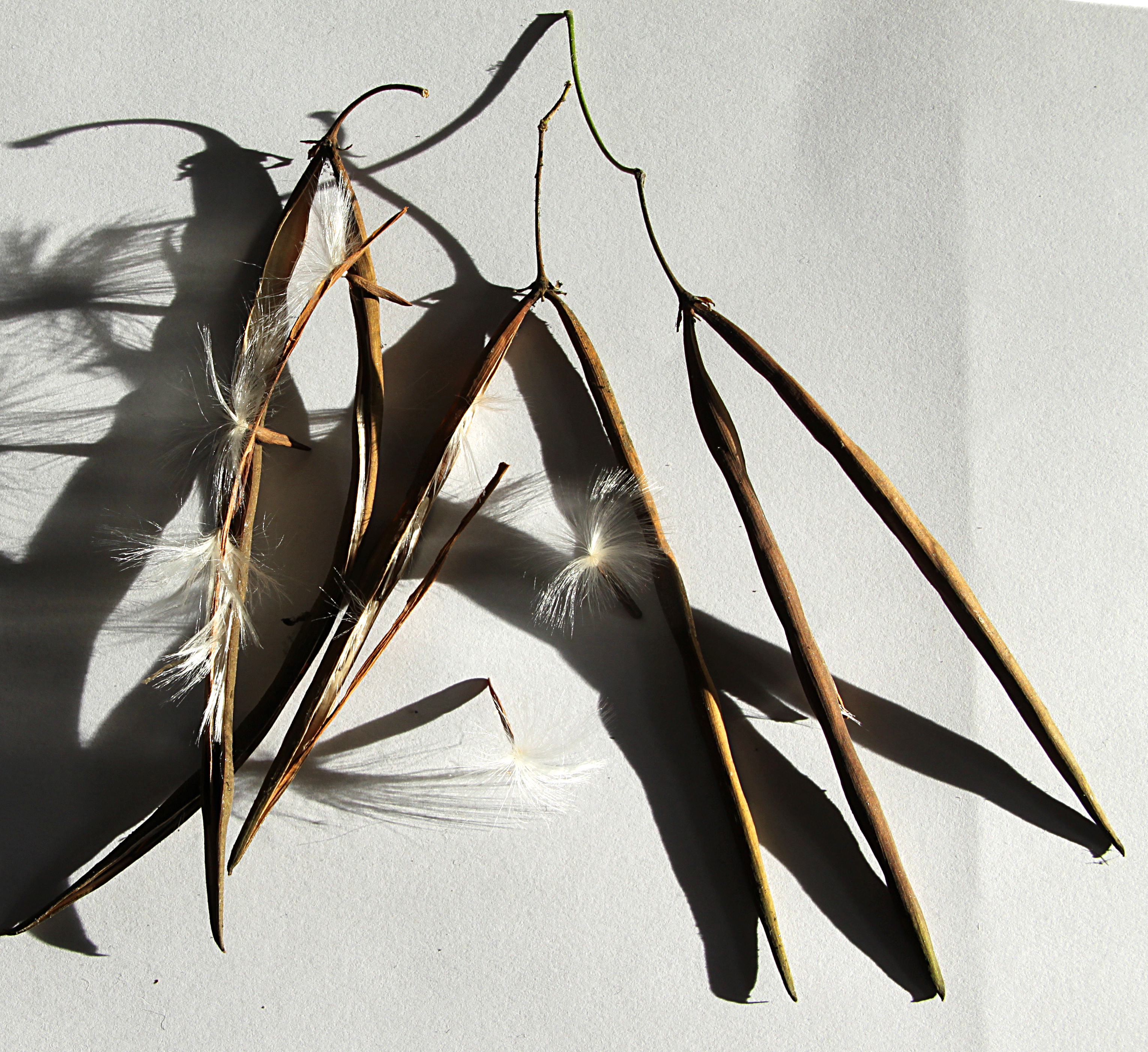
Früchte und Samen

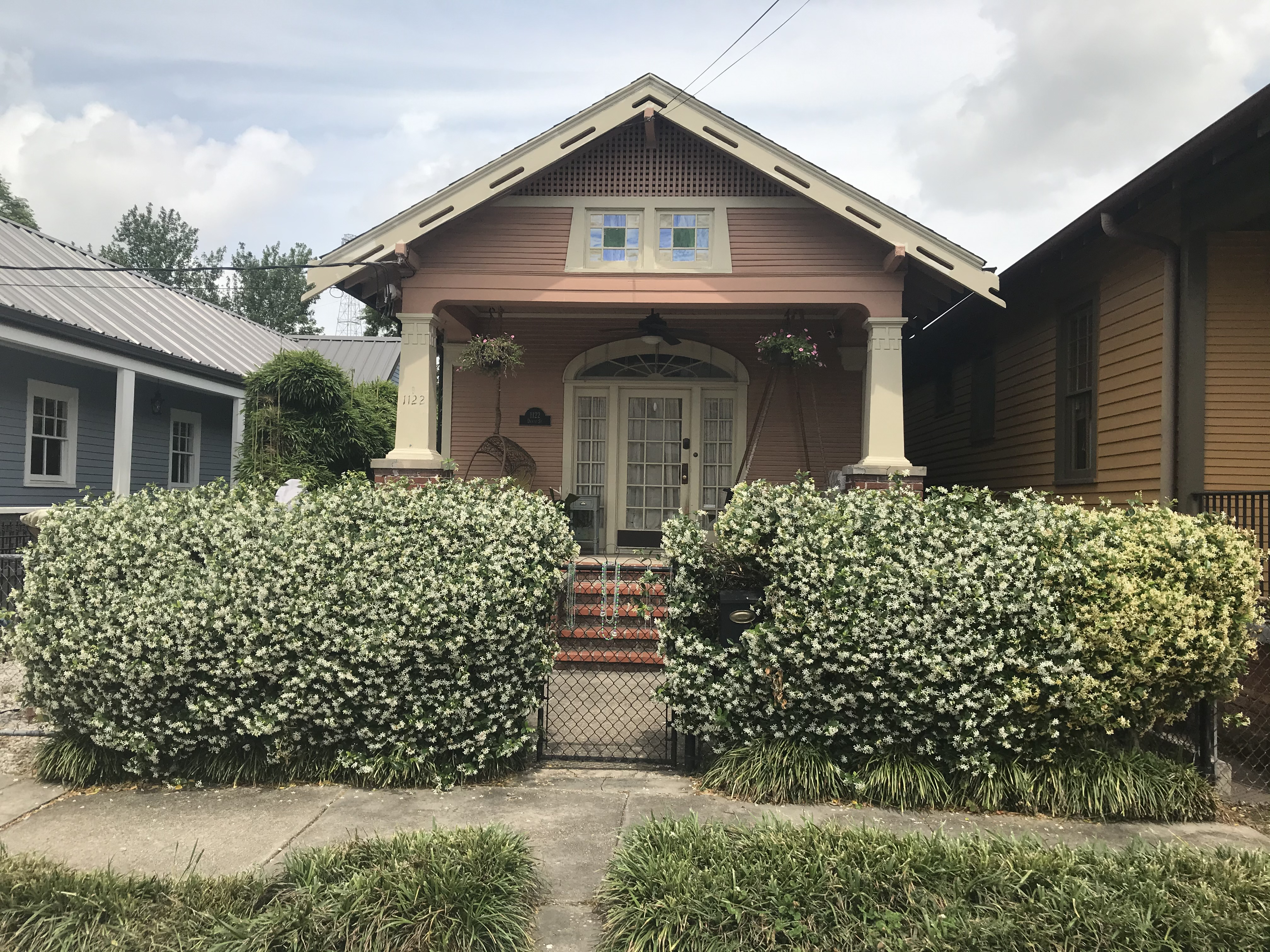
Trachelospermum jasminoides als Hecke

## Beschreibung
Trachelospermum jasminoides ist ein immergrüner, verholzender Kletterstrauch, der 7 bis 10 Meter lang werden kann. Er enthält in allen Geweben Milchsaft.
Die einfachen, ledrigen, gegenständigen, kurz gestielten und ganzrandigen, unterseits helleren, bespitzten bis zugespitzten Laubblätter sind eiförmig bis lanzettlich, elliptisch oder verkehrt-eiförmig, sie sind oberseits glänzend und jung unterseits behaart.
Die Blütezeit ist März bis August. Es werden zymöse und mehr oder weniger behaarte Blütenstände gebildet. Die zwittrigen und gestielten, fünfzähligen Blüten mit doppelter Blütenhülle duften ähnlich wie der Echte Jasmin (Jasminum officinale). Die kurzen Kelchzipfel sind zurückgelegt. Die weiße Blütenkrone der 5 verwachsenen Blütenblätter hat einen Durchmesser von 1,5 bis 2,5 Zentimeter. Die Basis der Krone ist röhrig verwachsen und oberseits geweitet. Der Schlund ist mehr oder weniger behaart. Die propellerartigen Kronzipfel sind ausgebreitet und nach rechts gedreht, am Rand gewellt und einseitig zurückgeschlagen.
Die zwei fast freien, oberständigen, einkammerigen Stempel besitzen an der Basis Nektarien und sind an der Spitzen in einem großen Griffelkopf verwachsen. Die kurzen und eingeschlossenen Staubblätter oben in der Kronröhre liegen dem Griffelkopf an.
Die Früchte sind ein Paar von bis zu 15–20 Zentimeter langen, länglichen und vielsamigen, kahlen Balgfrüchten mit beständigem Kelch. Die bis zu 1,5–2 Zentimeter langen Samen tragen einen langen, seidigen Haarschopf.
Die Chromosomenzahl beträgt 2n = 20.

## Vorkommen
Trachelospermum jasminoides kommt ursprünglich in China, Japan, Korea, Vietnam, Tibet, Taiwan und Hainan vor. Sie wird im Mittelmeerraum und in Nordamerika als Zierstrauch kultiviert.

## Taxonomie
Trachelospermum jasminoides wurde 1846 von John Lindley als Rhyncospermum jasminoides Lindl. in J. Hort. Soc. London 1: 74 erstbeschrieben. Die Art wurde von Charles Lemaire in Jard. Fleur. 1: t. 61 (1851) als Trachelospermum jasminoides  (Lindl.) Lem. in die von ihm selbst neu aufgestellte Gattung Trachelospermum gestellt. Synonyme der Art sind: Nerium divaricatum Thunb., Parechites adnascens Hance, Parechites thunbergii A.Gray und Trachelospermum divaricatum Kanitz.